# Latarnia morska Corsewall
Latarnia morska Corsewall – zbudowana w roku 1817 przez szkockiego inżyniera Roberta Stevensona, dziadka Roberta Louisa Stevensona dla Northern Lighthouse Board. Położona jest na przylądku Corsewall Point około 6 kilometrów na północny zachód od wioski Kirkcolm i 18 kilometrów od Stranraer na półwyspie Rhins of Galloway w Dumfries and Galloway. Latarnia została wpisana w 1972 roku na listę zabytków kategorii A Historic Scotland pod numerem 9923. Obiekt znajduje się także na liście Royal Commission on the Ancient and Historical Monuments of Scotland pod numerem NW97SE 15.
W 1994 roku latarnia została zautomatyzowana i jest sterowana z centrum w Edynburgu. W tym samym roku sąsiadujące budynki zostały sprzedane. Obecnie mieści się w nich czterogwiazdkowy Lighthouse Hotel, Corsewall Point.